# 정천중학교
정천중학교는 대한민국 경기도 수원시 팔달구 화서동에 있는 공립 중학교이다.

## 학교 연혁
- 2003년 1월 14일 : 정천중학교 설립인가 (36학급)
- 2003년 3월 1일 : 제1대 민웅기 교장 취임
- 2003년 3월 3일 : 제1회 입학식 (8학급 318명)
- 2006년 2월 15일 : 제1회 졸업식 306명
- 2006년 : 체육관(거천관) 완공 및 준공, 역도부 운영
- 2022년 3월 2일 : 혁신공감학교 운영
- 2022년 9월 1일 : 제8대 정인숙 교장 취임
- 2024년 1월 10일 : 제19회 졸업식(8학급 249명) 누계 5,950명
- 2024년 3월 4일 : 제22회 입학식(9학급 264명)

## 참고 자료
- 정천중학교 - 한국교육학술정보원 학교알리미